# Хвостоколы-гимантуры
Хвостоколы-гимантуры (лат. Himantura) — род хрящевых рыб семейства хвостоколовых отряда хвостоколообразных надотряда скатов. Большая часть видов обитает в западной части Тихого океана и в Индийском океане. Есть пресноводные формы. Большинство ведёт донный образ жизни. Встречаются в мелких прибрежных водах, заплывают в лагуны, мангровые заросли и солоноватые эстуарии рек. 
Название рода происходит от слов др.-греч. ιμάντα — «ремень» и др.-греч. οὐρά — «хвост».
Размножение происходит путём яйцеживорождения. Это довольно крупные рыбы, ширина диска достигает 1 м и более. Грудные плавники срастаются с головой, образуя ромбовидный или овальный диск. Ширина диска более чем в 1,3 раза превосходит его длину.

## Описание
Края грудных плавников срастаются с боками тела и головой, образуя плоский диск в виде овала или ромба. Мигательная перепонка отсутствует. Спинного, анального и хвостового плавников нет. Тонкий хвост намного длиннее диска. Кожные складки на хвостовом стебле отсутствуют. На хвосте имеется как минимум 1 ядовитый шип. На вентральной стороне шипа или шипов имеются бороздки, соединённые с ядовитыми железами. Шип покрыт тонким слоем кожи, рудиментарной оболочкой, в которой концентрируется яд. Следом за шипом у некоторых видов вдоль хвостового стебля тянется гребень. Глаза расположены сверху. Позади глаз находятся брызгальца — дыхательные отверстия жабр, необходимые для дыхания в песке. На вентральной стороне диска расположены ноздри, рот и 5 пар жаберных щелей. Между ноздрями имеется бахромчатый кожаный лоскут. 
Кожа дорсальной поверхности диска покрыта бляшками. Окраска спины тёмная, коричневатых или серых, иногда грязных тонов. Зачастую спина ската покрыта пятнами, полосами или кольцами. Брюхо светлое.

## Биология
Большую часть времени хвостоколы-гимантуры проводят на дне, зарывшись в грунт. Иногда они держатся в зоне прибоя, поскольку их плоское тело способно сохранять стабильное положение у дна. Рацион состоит в основном из моллюсков, червей, ракообразных и рыб. В свою очередь они могут стать добычей акул. 

### Размножение
Скаты-гимантуры размножаются яйцеживорождением. Копулятивный орган самцов — пара птеригоподиев, каждый из которых является видоизмененной задней частью брюшного плавника. Во время спаривания самец находится сверху самки почти вплотную следуя за ней и, прикусив её за край грудного диска, вводит один из птеригоподиев в клоаку самки. Плодовитость скатов невелика,  оплодотворенные яйца развиваются в утробе матери и питаются желтком и гистотрофом. Эта жидкость выделяется специальными выростами, расположенными на стенках матки. Такие выросты проникают в брызгальца эмбрионов, и питательная жидкость попадает прямо в пищеварительный тракт. Новорожденные малыши остаются в теле матери до тех пор, пока из них не появятся маленькие скаты. Сразу после рождения опускаются на дно, где в песке откапывают добычу: червей, раков, креветок.

## Взаимодействие с человеком
Поскольку большую часть времени хвостоколовые проводят на дне, зарывшись в грунт, на них можно случайно наступить. Они потенциально опасны для человека благодаря своему ядовитому шипу, расположенному на хвосте, которым обычно пользуются не для нападения, а для защиты. Мясо скатов-хвостоколов съедобно.  Их ловят на крючок и бьют гарпуном. 

## Классификация
К роду хвостоколов-гимантур в настоящее время относят 28 видов:
- Himantura alcockii (Annandale, 1909)
- Himantura astra  Last, Manjaji-Matsumoto & Pogonoski, 2008
- Himantura dalyensis Last, Manjaji-Matsumoto & Pogonoski, 2008
- Himantura fai D. S. Jordan & Seale, 1906
- Himantura gerrardi (J. E. Gray, 1851) — Семибугорчатый хвостокол
- Himantura granulata (W. J. Macleay, 1883)
- Himantura hortlei Last, Manjaji-Matsumoto & Kailola, 2006
- Himantura imbricata (Bloch & J. G. Schneider, 1801)
- Himantura javaensis Last & W. T. White, 2013
- Himantura jenkinsii  (Annandale, 1909)
- Himantura kittipongi  Vidthayanon & T. R. Roberts, 2005
- Himantura leoparda Manjaji-Matsumoto & Last, 2008
- Himantura lobistoma Manjaji-Matsumoto & Last, 2006
- Himantura marginata  (Blyth, 1860)
- Himantura microphthalma (J. S. T. F. Chen, 1948)
- Himantura oxyrhyncha (Sauvage, 1878)
- Himantura pacifica  (Beebe & Tee-Van, 1941)
- Himantura pastinacoides (Bleeker, 1852)
- Himantura polylepis (Bleeker, 1852)
- Himantura randalli  Last, Manjaji-Matsumoto & A. B. M. Moore, 2012
- Himantura schmardae (F. Werner, 1904) — Шагреневый хвостокол
- Himantura signifer Compagno & T. R. Roberts, 1982
- Himantura toshi Whitley, 1939
- Himantura tutul  Borsa, J. D. Durand, K. N. Shen, Arlyza, Solihin & Berrebi, 2013
- Himantura uarnacoides (Bleeker, 1852)
- Himantura uarnak (J. F. Gmelin, 1789 — Кольчатый хвостокол
- Himantura undulata (Bleeker, 1852)
- Himantura walga (J. P. Müller and Henle, 1841)